# Miglio (unità di misura)
Il miglio (plurale le miglia) è un'unità di misura di lunghezza, il cui valore, variabile da 1 a 2 km circa, cambia a seconda delle epoche storiche, dei vari paesi e dell'uso. Nessuno di questi fa parte del Sistema Internazionale, che utilizza invece il metro e i suoi multipli come il chilometro.
La parola miglio deriva dall'espressione latina milia passuum, "migliaia di passi", che nell'Antica Roma denotava l'unità pari a mille passi (1 passo è pari a circa 1,48 metri).
Occorre ricordare che il passus va inteso, secondo l'uso degli antichi romani, come la distanza tra il punto di distacco e quello di appoggio di uno stesso piede durante il cammino, quindi il doppio rispetto a quello che suggerirebbe il senso comune.
Dal XIX secolo in poi queste unità di misura sono state abbandonate nella maggior parte dei paesi, che hanno adottato il sistema metrico decimale: in questo sistema, per le scale di lunghezza per le quali era appropriato l'uso delle miglia, si usa il chilometro. L'uso delle miglia sopravvive tuttora nei paesi anglosassoni (compresi gli Stati Uniti d'America) e nella navigazione marittima e aerea.

## Miglia tuttora in uso
- Miglio terrestre o miglio inglese (statute mile): nel sistema imperiale britannico corrisponde a 1 760 iarde e a 5 280 piedi. È lungo esattamente 1 609,344 metri. Viene tuttora comunemente usato nei paesi anglosassoni.
- Miglio d'equatore o geografico: è pari alla lunghezza dell'arco di equatore corrispondente a un minuto d'arco di longitudine[1], cioè circa 1 855,325 m.
- Miglio marino internazionale o miglio nautico internazionale: è lungo per convenzione 1 852 metri. Corrisponde infatti ad una media delle miglia nautiche misurate a diverse latitudini.

La definizione risale al 1929 dalla International Extraordinary Hydrographic Conference del Principato di Monaco (recepita dagli Stati Uniti d'America nel 1954 e dal Royal Hydrographic Office britannico nel 1970). Il Sistema internazionale di unità di misura ne ammette l'uso per la navigazione aerea e marittima.
- Miglio marino inglese o miglio nautico inglese: pari a 1 853,2 m.
- Miglio marino USA o miglio nautico USA: pari a 1 853,18 m.

## Varianti
- Miglio russo (Versta) = 1 066,52 m
- Miglio romano = 1 478,5 m
- Miglio terrestre = 1 609,344 m
- Miglio italiano = 1 851,85  m
- Miglio nautico ≈ 1 852 m
- Miglio olandese = 7 408 m
- Miglio del Reno (di Prussia) = 7 420 m
- Miglio danese[2] = 7 532 m
- Miglio austriaco = 7 585 m
- Miglio rumeno = 7 848 m
- Miglio svedese[3] = 10 638 m (nel linguaggio approssimato come miriametro e  usato dalla popolazione per indicare appunto 10 km esatti.)
- Miglio norvegese[3] = 11 295 m (nel linguaggio approssimato come miriametro e  usato anche oggi dalla popolazione per indicare appunto 10 km esatti.)

## Sport
Nell'atletica leggera il miglio è una delle distanze classiche per le gare di corsa soprattutto nel Regno Unito e negli Stati Uniti d'America, paesi dove è tuttora utilizzato.
È utilizzato anche nelle corse al trotto (ippica) ed è definito come la breve distanza.
Il quarto di miglio è una distanza tipica nelle gare di accelerazione motoristiche